# Bataille d'Ivuna
Rébellion des uSuthu de 1887-1888
Batailles
Guerre civile zouloue de 1883-1884
- Msebe
- oNdini
- Tshaneni

Rébellion des uSuthu de 1887-1888
- Ceza
- Ivuna
- Hlophekhulu

La bataille d'Ivuna ou de Ndunu Hill (mont Ndunu) est livrée le 23 juin 1888, au KwaZulu-Natal, en Afrique du Sud, pendant la rébellion des uSuthu de 1887-1888. Elle voit la victoire des rebelles uSuthu sur le clan des Mandlakazi.

## Sources
- (en) John Laband, The Atlas of the Later Zulu Wars, 1883-1888, University of Natal Press, 2001,  (ISBN 0-86980-998-9)